# Silas Ferreira de Souza
Silas Ferreira de Souza, conhecido simplesmente como Silas (Ponta Grossa, 12 de setembro de 1934 — 19 de maio de 2014) foi um futebolista brasileiro que atuava como goleiro.

## Carreira
Silas começou no Atlético Paranaense, onde subiu aos profissionais em 1954 e foi Campeão Paranaense em 1958.
Passou pelo Madureira, e, em 1961, foi para o Santos, que estava em uma excursão pela Europa e precisava de mais um goleiro por conta de lesões de seus titulares. Foi trazido juntamente com o lateral-esquerdo Décio Britto e o ponta-esquerda Osvaldo por 3 milhões e 600 mil.
Permaneceu no Santos até 1966, retornou ao Madureira, passando também pela Portuguesa por dois anos e voltando ao Atlético-PR para encerrar a carreira.

### Seleção Brasileira
Silas foi convocado para a Seleção Brasileira, na disputa do Campeonato Sul-Americano de 1963, quando jogou suas únicas duas partidas pela Seleção, um empate contra o Equador por 2-2 e uma derrota para a Bolívia por 5-4.

## Títulos
Atlético-PR
- Campeonato Paranaense: 1958

Santos
- Copa Libertadores da América: 1962
- Mundial Interclubes: 1962[12]
- Campeonato Brasileiro: 1961

- Campeonato Paulista: 1961[13], 1962, 1964 e 1965

- Torneio Rio-São Paulo: 1963 e 1964